# Marine de la république des Deux Nations

Pavillon de la marine de la république des Deux Nations au XVIIe siècle.

La Marine de la république des Deux Nations désigne la marine de la République polono-lituanienne, la république des Deux Nations.

## Histoire ancienne
La Marine de la république des Deux Nations était petite et a joué un rôle relativement mineur dans l'histoire de la République. Malgré un accès à la mer Baltique, et temporairement à la mer Noire, ni la Pologne ni la Lituanie n'avaient de marine significative jusqu'à ce que la première commission navale soit établie par Sigismond II Auguste pendant la guerre nordique de Sept Ans en 1568.

## Les plans de Vasa pour la création de flotte
Au tournant du XVIIe siècle, la Pologne fut gouvernée par la maison Vasa ; et fut impliquée dans une série de guerres avec la Suède (voir aussi Dominium maris baltici). Les rois Vasa tentèrent de créer une flotte appropriée, mais leurs tentatives se soldèrent par des échecs répétés, en raison du manque de fonds dans le trésor royal (la noblesse polonaise a vu le peu de besoin d'une flotte et a refusé d'augmenter les impôts pour sa construction, et Gdańsk est connue pour son opposition à l'idée d'une flotte royale). Sous le règne de Sigismond III, la victoire la plus célèbre de la marine de la République sous le commandement de l'amiral Arend Dickmann (en) eut lieu lors de la bataille d'Oliwa en 1627 contre la Suède, pendant la guerre polono-suédoise. La victoire sur la Suède assura à la Pologne un accès permanent sur l'Atlantique et jeta les bases d'expéditions au-delà de l'Europe. Les plans de la flotte indépendante échouèrent peu de temps après en raison d'une alliance mal exécutée avec les Habsbourg qui, en 1629, prirent le contrôle de celle-ci.
La Commission des navires royaux (Komisja Okrętów Królewskich ) fut créée en 1625. Cette commission, avec l'allocation ultime des fonds du Sejm en 1637, tenta de créer une marine permanente de la République. Władysław IV Waza, qui prit le trône en 1632, acheta 12 navires et construisit un port dédié à la marine royale ( Władysławowo).

### Władysław IV et plans d'expansion de la marine

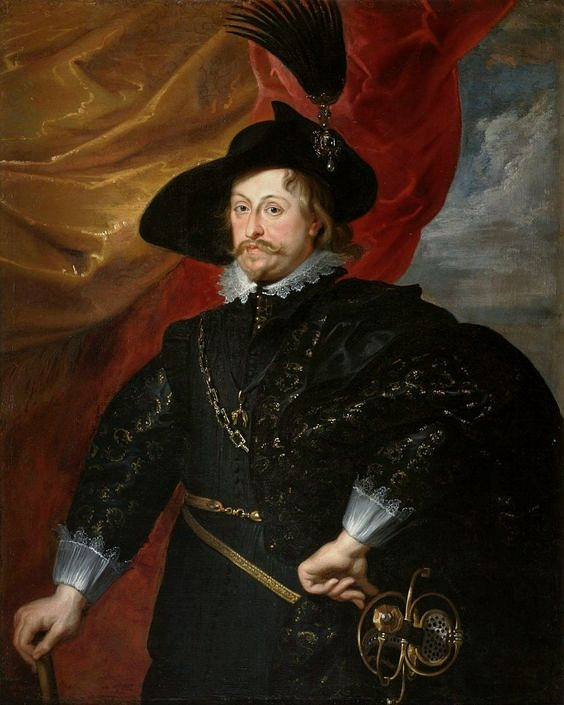
Władysław IV Vasa, par Rubens.

Le 58e article signé et assermenté par le roi Władysław IV, la Pacta conventa annonce la création d'une flotte de guerre selon les besoins de la République. Władysław, prenant le trône après la mort de son père Sigismond III Vasa en 1632, était en faveur de l'expansion et de la modernisation de l'armée de la République. L'un de ses plans était l'expansion de la marine de la République.
Malgré ses tentatives, il ne récupéra pas les navires pris par les Suédois à Wismar et Travemünde. Władysław décida de construire une nouvelle flotte et créa une « Commission navale » avec Gérard Denhoff comme président pour remplir cette tâche. Le choix des autres membres de cette Commission n'était pas aléatoire, elle contenait de riches partisans du roi, comme le marchand et propriétaire d'une flotte marchande de Dantzig, Georg Hewel. Comme le Sejm était au mieux réticent à payer pour de nouveaux navires et que le coffre royal était vide, il revint à Hewel de créer la flotte. Il mit à la disposition du roi 10 navires, dont quelques-uns portaient des canons de petit calibre. Ces navires ont dû être modernisés afin de leur permettre de transporter des canons plus lourds. De plus, le roi voulait construire quelques galions à Dantzig et à Puck et, en raison des longs délais de construction, acheter également quelques navires à l'étranger, mais ces plans ne furent pas réalisés (sauf l'achat d'un navire danois — nécessitant des réparations assez sérieuses).
Ainsi, la nouvelle « flotte polonaise » se composa de 10 anciens navires marchands : « Czarny Orzeł » (Aigle noir - 420 tonnes, 32 canons), « Prorok Samuel » (Prophète Samuel - 400 tonnes, 24 canons), « Wielkie Słońce » ( Grand Soleil - 540 tonnes, 24 canons), «  Nowy Czarny Orzeł  » (Nouvel Aigle Noir - 24 canons). Quatre plus petits navires complétaient la flotte : « Biały Orzeł » (Aigl Blanc), « Charitas », « Gwiazda  » (Étoile) et « Strzelec  » (Sagittaire) avaient 200 tonnes et les deux plus petit « Święty Piotr » (Saint-Pierre) ou « Fortuna » (Fortune) 160 tonnes et « Mały Biały Orzeł » (Petit Aigle Blanc) 140 tonnes et 4 canons de petit calibre ainsi qu'une petite galère. Le commandement de la flotte nouvellement créée fut confié au contre-amiral Aleksander Seton.
Le roi n'oublia pas d'assurer une base sûre pour la flotte nouvellement créée. Le port de Puck était trop peu profond pour les plus gros navires et l'utilisation de Wisłoujście (une forteresse près de Gdańsk) était constamment en proie aux difficultés des patriciens de Dantzig (craignant qu'un roi avec un bras naval puissant ne marche sur leurs « libertés », contrôle les péages, exerce des taxes, etc. ). Les ingénieurs royaux Friederich Getkant, Jan Pleitner et Eliasz Arciszewski choisirent un emplacement pour deux nouvelles fortifications avec des bases navales sur la péninsule de Hel. Elles étaient assez impressionnantes, et élevées en un temps record (terminées en 1634, constitués de fortes palissades en bois (chêne), de murs en terre, de tranchées et de douves). Ces fortifications portent le nom du roi et de son frère : Władysławowo et Kazimierzowo (la petite ville de Władysławowo existe encore de nos jours sur la péninsule de Hel — le fort était plus ou moins sur son bord actuel).
En outre, environ 500 cosaques sous le commandement de Konstanty Kołek  furent amenés avec leurs petits bateaux (Tchaïka). Il n'est pas certain qu'ils aient été utilisés. Leur objectif principal était de nuire aux lignes de communication et d'approvisionnement suédoises près de Piława et sur la Lagune de la Vistule). Il y avait des plans pour utiliser les cosaques dans leurs bateaux légers mais très rapides contre la Livonie, et même pour attaquer le rivage suédois (pour brûler, piller, capturer des navires marchands etc. ). Les cosaques étaient connus pour leurs raids de pillage sur la mer Noire (ils ont même brûlé une ou deux fois la banlieue d'Istanbul). En raison de la différence globale de tonnage et d'armement entre les flottes navales polonaise et suédoise (même avant, dans les années 1620), le rôle principal de la flotte polonaise était de perturber les lignes de communication et d'approvisionnement suédoises, de capturer les navires marchands approvisionnant les Suédois.
Le plan du roi ne reçu jamais le soutien solide des nobles polonais (szlachta) : les coûts élevés et la réticence à renforcer le pouvoir du roi paralysaient toujours les plans de Władysław. Ainsi, même toutes les dépenses du roi pour la modernisation de ces dix navires ne furent pas été entièrement remboursées. Des alliances internationales malheureuses (avec le Danemark et la Moscovie) ne lui permirent pas de monter des actions offensives, et la majorité des guerres auxquelles il participa étaient défensives (comme la guerre de Smolensk avec la Moscovie en 1634). Un nouvel armistice avec la Suède signé à Stumsdorf (Sztumska Wieś) renversa le dernier argument de la main du roi. Après cela, le roi voulut utiliser ses navires pour organiser la première société marchande polonaise (avec l'aide de Hewel), mais la mort de Hewel arrêta même ces plans. Finalement, les navires furent vendus. Les fortifications construites étaient un défi au yeux des patriciens du Danemark et de Dantzig et sous leur pression furent détruites dans les années 1640.
Les Suédois étaient sans roi après la mort de Gustave II Adolphe et perdirent des batailles en Allemagne. Les nobles polonais ne voulant pas mener une nouvelle guerre, lorsque les Suédois rendirent la plupart des terres qu'ils avaient capturées lors de la guerre précédente, un nouvel armistice de 35 ans fut signé. Le coût des préparatifs polonais pour cette guerre était comparable aux coûts de la libération de Smolensk et de la campagne contre la Moscovie.

## Flotte de la république des Deux Nations après les années 1630
La flotte fut détruite en 1637 par le Danemark, sans déclaration de guerre.
Les navires restants furent vendus dans les années 1641-1643, ce qui marqua la fin de la marine de la République

## Voir également
- Marine polonaise
- Marine lituanienne
- Bataille navale de Hel